# Ley de Snell
La ley de Snell-Descarte

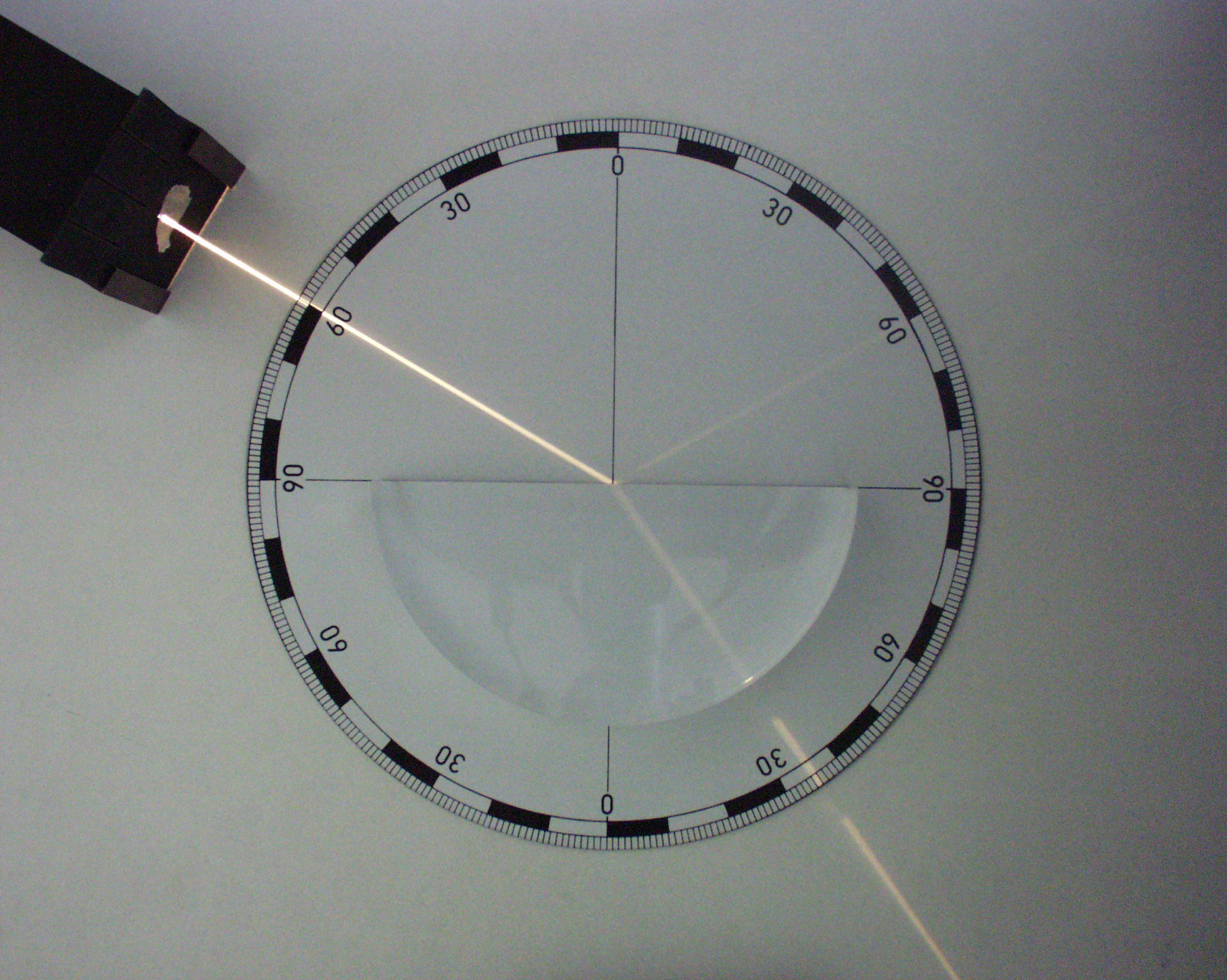
Ejemplo de refracción

es una fórmula utilizada para calcular el ángulo de refracción de la luz al atravesar la superficie de separación entre dos medios de propagación de la luz (o cualquier onda electromagnética) con índice de refracción distinto. El nombre proviene de su descubridor, el matemático neerlandés Willebrord Snel van Royen (1580-1626), aunque ya había sido descubierta siglos antes por Ibn Sahl.
La misma afirma que la multiplicación del índice de refracción por el seno del ángulo de incidencia respecto a la normal es constante para cualquier rayo de luz incidiendo sobre la superficie diferente de dos medios. Es decir, el componente del índice de refracción paralelo a la superficie es constante. Aunque la ley de Snell fue formulada para explicar los fenómenos de refracción de la luz se puede aplicar a todo tipo de ondas atravesando una superficie de separación entre dos medios en los que la velocidad de propagación de la onda varíe.

## Descripción óptica

y son los índices de refracción de los materiales. La línea entrecortada delimita la línea normal, además delimita cuándo la luz cambia de un medio a otro. Snell también hace referencia a la refracción, la cual es la línea imaginaria perpendicular a la superficie. Los ángulos son los ángulos que se forman con la línea normal, siendo el ángulo de la onda incidente y el ángulo de la onda refractada.

Consideremos dos medios caracterizados por índices de refracción {\displaystyle \scriptstyle {n_{1}}} y {\displaystyle \scriptstyle {n_{2}}} (tómese en cuenta que ambos medios tienen diferente densidad) separados por una superficie S. Los rayos de luz que atraviesan los dos medios se refractan o sea, cambian su dirección de propagación dependiendo del cociente entre los índices de refracción {\displaystyle \scriptstyle {n_{1}}} y {\displaystyle \scriptstyle {n_{2}}}. 
Para un rayo de luz con un ángulo de incidencia {\displaystyle \scriptstyle {\theta _{1}}} en el primer medio, ángulo entre la normal a la superficie y la dirección de propagación del rayo, tendremos que el rayo se propaga en el segundo medio con un ángulo de refracción {\displaystyle \scriptstyle {\theta _{2}}} cuyo valor se obtiene por medio de la ley de Snell: 

{\displaystyle n_{1}\ \operatorname {sin} \theta _{1}=n_{2}\ \operatorname {sin} \theta _{2}\,}

{\displaystyle n=c/v}

Obsérvese que para el caso de {\displaystyle \scriptstyle {\theta _{1}=0}} (rayos incidentes de forma perpendicular a la superficie) los rayos refractados emergen con un ángulo {\displaystyle \scriptstyle {\theta _{2}=0}} para cualquier {\displaystyle \scriptstyle {n_{1}}} y {\displaystyle \scriptstyle {n_{2}}}. 
La simetría de la ley de Snell implica que las trayectorias de los rayos de luz son reversibles. Es decir, si un rayo incidente sobre la superficie de separación con un ángulo de incidencia {\displaystyle \scriptstyle {\theta _{1}}} se refracta sobre el medio con un ángulo de refracción {\displaystyle \scriptstyle {\theta _{2}}}, entonces un rayo incidente en la dirección opuesta desde el medio 2 con un ángulo de incidencia {\displaystyle \scriptstyle {\theta _{2}}} se refracta sobre el medio 1 con un ángulo {\displaystyle \scriptstyle {\theta _{1}}}.
Una regla cualitativa para determinar la dirección de la refracción es que el rayo en el medio de mayor índice de refracción se acerca siempre a la dirección de la normal a la superficie. La velocidad de la luz en el medio de mayor índice de refracción es siempre menor.
La ley de Snell se puede derivar a partir del principio de Fermat, que indica que la trayectoria de la luz es aquella en la que los rayos de luz necesitan menos tiempo para ir de un punto a otro. En una analogía clásica propuesta por el físico Richard Feynman, el área de un índice de refracción más bajo es sustituida por una playa, el área de un índice de refracción más alto por el mar, y la manera más rápida para un socorrista en la playa de rescatar a una persona que se ahoga en el mar es recorrer su camino hasta ésta a través de una trayectoria que verifique la ley de Snell, es decir, recorriendo mayor espacio por el medio más rápido y menor en el medio más lento girando su trayectoria en la intersección entre ambos.

## Reflexión interna total

Cuando el ángulo de incidencia es mayor o igual al ángulo crítico, la luz no puede refractarse y se refleja totalmente en la frontera. Los ángulos del dibujo corresponden a la frontera aire-agua. Los rayos dibujados en rojo están en reflexión total.

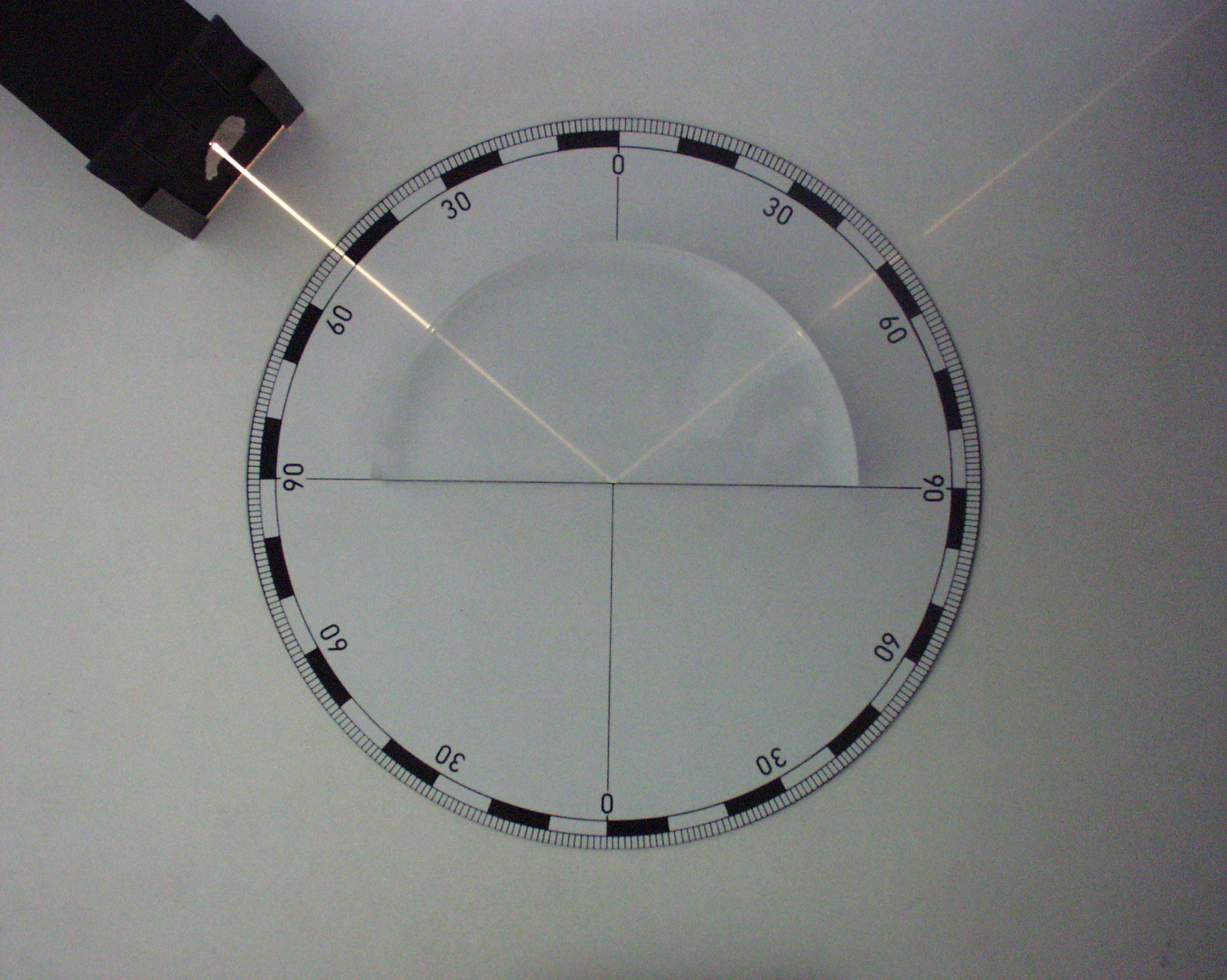
Ejemplo de reflexión interna total

Un rayo de luz propagándose en un medio con índice de refracción {\displaystyle \scriptstyle {n_{1}}} incidiendo con un ángulo  {\displaystyle \scriptstyle {\theta _{1}}} sobre la superficie de un medio de índice  {\displaystyle \scriptstyle {n_{2}}} con {\displaystyle \scriptstyle {n_{1}>n_{2}}} puede reflejarse totalmente en el interior del medio de mayor índice de refracción. Este fenómeno se conoce como reflexión interna total o ángulo límite y se produce para ángulos de incidencia  {\displaystyle \scriptstyle {\theta _{1}}} mayores que un valor crítico cuyo valor es:

{\displaystyle \theta _{c}=\arcsin {\frac {n_{2}}{n_{1}}}\,}

En la ley de Snell:

{\displaystyle n_{1}\operatorname {sen} \theta _{1}=n_{2}\operatorname {sen} \theta _{2}\,}

si {\displaystyle \scriptstyle {n_{1}\,>\,n_{2}}}, entonces {\displaystyle \scriptstyle {\theta _{2}>\theta _{1}}}. Eso significa que cuando {\displaystyle \scriptstyle {\theta _{1}}} aumenta, {\displaystyle \scriptstyle {\theta _{2}}} llega a {\displaystyle \scriptstyle {\pi  \over 2}} radianes (90°) antes que {\displaystyle \scriptstyle {\theta _{1}}}.  El rayo refractado (o transmitido) viaja paralelo a la superficie separatriz de los medios. Si {\displaystyle \scriptstyle {\theta _{1}}} aumenta aún más, como {\displaystyle \scriptstyle {\theta _{2}}} no puede ser mayor que {\displaystyle \scriptstyle {\pi  \over 2}}, no hay transmisión al otro medio y la luz se refleja totalmente. 
En la teoría óptica corpuscular para rayos de luz (fotones), se considera que la reflexión es total (100%) y sin pérdidas. Es decir, mejor que los espejos metálicos (plata, aluminio) que solo reflejan 96% de la potencia luminosa incidente.

## Deducción a partir de la ecuación de la trayectoria
La trayectoria de un rayo luminoso es
{\displaystyle {\vec {\nabla }}n({\textbf {r}})-{d \over ds}\left[n({\textbf {r}}){{\textbf {dr}} \over {ds}}\right]=0}
siendo {\displaystyle n} el índice de refracción, {\displaystyle {\textbf {r}}} el vector posición y {\displaystyle s} el espacio. Esta se deduce a partir del principio de Fermat.
Definimos el índice de refracción de dos medios separados por un dioptrio:
{\displaystyle n(s)=\left\lbrace {\begin{matrix}f(s)&s<s_{0}\\\Delta n/2&s=s_{0}\\g(s)&s>s_{0}\end{matrix}}\right.}
Correspondiendo {\displaystyle s_{0}} al punto sobre el dioptro y siendo {\displaystyle f(s)} y {\displaystyle g(s)} dos funciones derivables en torno a {\displaystyle s_{0}}.
Definimos: {\displaystyle \Delta n=n_{2}-n_{1}=n(s_{0}+\varepsilon /2)-n(s_{0}-\varepsilon /2)=\lim _{s\to s_{0}}g(s)-\lim _{s\to s_{0}}f(s)}.
Entonces tenemos que{\displaystyle {\vec {\nabla }}n\vert _{s_{0}}=\Delta n\delta (s-s_{0}){\vec {N}}}siendo {\displaystyle {\vec {N}}} la normal al dioptro en {\displaystyle s_{0}}.
De modo que tenemos que:
{\displaystyle \Delta n\delta (s-s_{0}){\vec {N}}-{d \over ds}\left[n({\textbf {r}}){\textbf {u}}\right]=0}
Siendo {\displaystyle {\textbf {u}}} el vector tangente a la trayectoria. Integrando se deduce que
{\displaystyle \Delta n{\vec {N}}=\Delta (n({\textbf {r}}){\textbf {u}})=n_{2}{\textbf {u}}_{2}-n_{1}{\textbf {u}}_{1}}
Con   
{\displaystyle \left\lbrace {\begin{matrix}{\textbf {u}}_{1}=\lim _{s\to s_{0}~s<s_{0}}{\textbf {u}}(s)\\{\textbf {u}}_{2}=\lim _{s\to s_{0}~s>s_{0}}{\textbf {u}}(s)\end{matrix}}\right.}. 
Estos vectores son coplanares de modo que trabajaremos en dicho plano y tomaremos como ejes el formado por {\displaystyle {\vec {N}}}  y otro vector ortogonal a {\displaystyle {\vec {N}}},  {\displaystyle {\vec {N}}_{\perp }}. 
Entonces se tiene el sistema: 
{\displaystyle \left\lbrace {\begin{matrix}n_{2}u_{2\parallel }-n_{1}u_{1\parallel }=\Delta N\\n_{2}u_{2\perp }-n_{1}u_{1\perp }=0\end{matrix}}\right.} o {\displaystyle \left\lbrace {\begin{matrix}n_{2}\cos \theta _{2}-n_{1}\cos \theta _{1}=\Delta N\\n_{2}\sin \theta _{2}-n_{1}\sin \theta _{1}=0\end{matrix}}\right.}
Siendo {\displaystyle \theta _{i}} los ángulos entre {\displaystyle {\textbf {u}}_{i}} y {\displaystyle {\vec {N}}}. De esto se concluye que 
{\displaystyle n_{2}\sin \theta _{2}=n_{1}\sin \theta _{1}}.

## Historia
La ley de Snell fue descubierta primero por Ibn Sahl en el siglo X, que la utilizó para resolver las formas de las lentes anaclastic (lente) (las lentes que enfocan la luz con aberraciones geométricas). Fue descubierta otra vez en el siglo XVI, por Thomas Harriot; y enunciada nuevamente en el siglo XVII, por Willebrord Snel van Royen. En los países francófonos, la ley de Snell se conoce como "segunda ley de contracción" o "ley de Descartes".